# Kullerbergen
Kullerbergen este o arie protejată (arie specială de conservare — SAC, sit de importanță comunitară — SCI) din Suedia întinsă pe o suprafață de 627 ha, integral pe uscat.

## Localizare
Centrul sitului Kullerbergen este situat la coordonatele 60°10′55″N 14°17′53″E / 60.182°N 14.298°E.

## Înființare
Situl Kullerbergen a fost declarat sit de importanță comunitară în aprilie 2004 pentru a proteja un număr necunoscut de specii din flora spontană și fauna sălbatică aflate în arealul zonei. Situl a fost protejat și ca arie specială de conservare în martie 2011.

## Biodiversitate
Situată în ecoregiunea boreală, aria protejată conține 7 habitate naturale: Turbării Aapa, Cursuri de apă de la nivel de câmpie la nivel montan, cu vegetație Ranunculion fluitantis și Callitricho-Batrachion, Lacuri și iazuri distrofice naturale, Mlaștini turboase de tranziție și turbării mișcătoare, Mlaștini împădurite, Taiga vestică, Mlaștini alcaline.
La baza desemnării sitului se află un număr nedeclarat de specii protejate.